# ナラダ・マイケル・ウォルデン
ナラダ・マイケル・ウォルデン（Narada Michael Walden、1952年4月23日 - ）は、アメリカのドラム奏者、音楽プロデューサー。ドラマーとしては非常に卓越した技巧を持ち、細かくスピード感あふれるストロークは彼のプレイ・スタイルの象徴となっている。

## 経歴
十代の頃から主にジャズ・フュージョン系のセッション・ドラマーとして活動を始め、1974年にマハヴィシュヌ・オーケストラに参加。1976年にジェフ・ベックのアルバム『ワイアード』に参加するなど、敏腕ドラマーとしてキャリアを積む。その後、ソロ・アルバムを発表するようになる。代表作は1979年のアルバム『スウィート・ダンス・ミュージック』。
1980年代からは、映画音楽やブラック・コンテンポラリー系アーティストのプロデュースを手がけるようになる。1981年にはシスター・スレッジの「アメリカン・ガールズ」の作曲を手がけた。
1985年にアレサ・フランクリンのシングル「フリーウェイ・オブ・ラヴ」をプロデュースし、グラミー賞最優秀楽曲賞を受賞。1987年にホイットニー・ヒューストンの『ホイットニーII〜すてきなSomebody』で最優秀プロデューサー賞、1993年に映画『ボディガード』のサウンドトラックで最優秀サウンドトラック賞を受賞するなど、プロデューサーとして華々しい活躍を見せる。この他にも、1987年にはスターシップの「愛はとまらない」のプロデュースも手掛けている。
1995年には、JTの主催により開催された「JTスーパープロデューサーズ」で来日公演をおこなう。
現在もブラックミュージック界の著名プロデューサーとして、活躍中である。
日本人との共演としては、1982年にリリースした高中正義のアルバム『SAUDADE』に、プロデューサーやドラマーとして全面的に参加した。本アルバムはインストゥルメンタル・アルバムとして、日本初のオリコンチャート1位も達成している。同年のコンサートツアーにも自身のバンドを引き連れて来日、熱い演奏を繰り広げた。また1988年には荻野目洋子の『VERGE OF LOVE』を全面プロデュース、1997年にはSMAPの『SMAP 011 ス』に収録されたナイル・ロジャースプロデュースの冒頭2曲にドラマーとして参加した。
2020年からロックバンド、ジャーニーのドラマーとして正式に加入した。が、2022年初頭、軽度の心臓発作を起こし脱退。

## 代表曲
- ナラダ・マイケル・ウォルデン -「恋のアタック (I Shoulda Loved Ya)」（1979年）、「今夜はOK (Tonight I'm Alright)」（1979年）
- シスター・スレッジ - 「アメリカン・ガールズ (All American Girls)」（1981年）
- ジャーメイン・スチュワート - 「テイク・アワ・クローズ・オフ (We Don't Have to Take Our Clothes Off)」（1986年）
- アレサ・フランクリン -  「フリーウェイ・オブ・ラヴ (Freeway Of Love)」 （1985年）、「愛のおとずれ (I Knew You Were Waiting (For Me))」（1987年）
- リサ・フィッシャー - 「ハウ・キャン・アイ・イーズ・ザ・ペイン (How Can I Ease The Pain)」（1991年）

## ディスコグラフィ

### リーダー・アルバム
- 『愛の空間』 - Garden of Love Light (1976年、Atlantic)
- 『アイ・クライ、アイ・スマイル』 - I Cry, I Smile (1977年、Atlantic)
- 『アウェイクニング』 - Awakening (1979年、Atlantic)
- 『スウィート・ダンス・ミュージック』 - The Dance of Life (1979年、Atlantic)
- 『ヴィクトリー』 - Victory (1980年、Atlantic)
- 『コンフィデンス』 - Confidence (1982年、Atlantic)
- 『ルッキング・アット』 - Looking at You, Looking at Me (1983年、Atlantic)
- 『ネイチャー・オブ・シングス』 - The Nature of Things (1985年、Warner Bros.)
- Divine Emotion (1988年、Reprise)
- 『この愛がとどくように』 - Sending Love to Everyone (1995年、EMI)
- Thunder 2013 (2013年、Tarpan)
- Evolution (2015年、Tarpan)